# Lee Chae-min
Lee Chae-min (sinh ngày 15 tháng 9 năm 2000) là nam diễn viên Hàn Quốc. Anh xuất hiện trong phim truyền hình High Class (2021), Love All Play (2022) và Khóa học yêu cấp tốc (2023). Anh ấy dẫn chương trình âm nhạc Music Bank của đài KBS từ tháng 9 năm 2022.

## Điện ảnh

### Phim
| Năm | Tiêu đề         | Nhân vật  | Tìm hiểu |
| --- | --------------- | --------- | -------- |
| TBA | Everyday We Are | Oh Ho-soo | [ 1 ]    |

### Phim truyền hình
| Năm  | Tiêu đề                            | Nhân vật        | Ghi chú           | Ref.  |
| ---- | ---------------------------------- | --------------- | ----------------- | ----- |
| 2021 | High Class                         | Ahn Seung-jo    |                   | [ 2 ] |
| 2022 | Love All Play                      | Lee Ji-ho       |                   | [ 3 ] |
| 2022 | Alchemy of Souls: Light and Shadow | Liquor merchant | Cameo (Episode 1) | [ 4 ] |
| 2023 | Khóa học yêu cấp tốc               | Lee Sun-jae     |                   | [ 5 ] |
| 2023 | Hẹn gặp anh ở kiếp thứ 19          | Kang Min-ki     |                   | [ 6 ] |

### Chương trình truyền hình
| Năm      | Tiêu đề    | Vai trò          | Ref.  |
| -------- | ---------- | ---------------- | ----- |
| 2022-nay | Music Bank | Dẫn chương trình | [ 7 ] |